# Китайская лазоревая сорока
Китайская лазоревая сорока, или зелёная цисса (лат. Cissa chinensis) — вид птиц из семейства врановых. Встречается в нижних Гималаях, на северо-востоке Индии, в центре Таиланда, в Малайзии, Суматре и в центре Борнео.

## Описание
В дикой природе цисса обычно ярко-зелёная, но может быть бирюзовой при плохом питании или в неволе. Немного светлее на нижней стороне. От клюва через глаз до затылка проходит широкая чёрная полоса. В отличие от других врановых у циссы хвост длинный и с белым кончиком. Мясистое окологлазное кольцо, клюв и ноги красного цвета. Крылья красновато-бордовые.

## Подвиды
Выделяют пять подвидов:
- Cissa chinensis chinensis (Boddaert, 1783)
- Cissa chinensis klossi Delacour & Jabouille, 1924 — центральный Индокитай
- Cissa chinensis margaritae Robinson & Kloss, 1919 — горы Лангбиан (Южный Вьетнам)
- Cissa chinensis robisone Ogilvie-Grant, 1906 — Малайский полуостров,
- Cissa chinensis minor Cabanis, 1851 — Суматра и Борнео